# Psautier Hunter
Le psautier Hunter est un psautier enluminé réalisé vers 1170 en Angleterre. Autrefois propriété du scientifique et bibliophile écossais William Hunter, le manuscrit est désormais conservé à la bibliothèque de l'université de Glasgow.

## Historique
Le commanditaire et l'origine précise du manuscrit sont inconnus. Longtemps appelé psautier d'York, il provient peut-être du nord de l'Angleterre car le calendrier et la litanie contiennent un grand nombre de saints du nord du pays. Plusieurs spécialistes penchent pourtant plutôt pour une origine du sud de l'Angleterre sur des critères stylistiques.
Certains indices semblent indiquer qu'il a été réalisé pour un usage d'un chapitre de chanoines augustiniens ou pour quelqu'un de proche d'un tel chapitre. Selon Jonathan Greenland, il pourrait s'agir de Roger de Mowbray, un puissant noble du Yorkshire d'origine anglo-normande, qui a fondé un grand nombre de monastères dont plusieurs sont de l'ordre des augustiniens. Plusieurs décorations rapprochent le manuscrit de cet aristocrate : l'une des lettrines historiées représente d'ailleurs un croisé, comme lui, avec un lion sur son bouclier qui se retrouve plus tard sur les armes de la famille Mowbray.
D'autres historiens proposent une autre origine : selon Patricia Stirnemann, il provient, tout comme le psautier de Copenhague de Lincoln et a été produit pour un usage à Nottingham. Le fait que le calendrier ne comporte par de mention de Thomas Becket semble indiquer qu'il a été exécuté avant la canonisation de ce dernier en 1173.
Au XVIIIe siècle, le manuscrit appartient à la riche collection de William Hunter, un médecin et anatomiste écossais et par ailleurs amateur d'art et bibliophile. Il l'a acquis lors de la vente de la collection de Louis-Jean Gaignat en 1769 à Paris. L'ensemble de sa collection (dont 650 manuscrits) est léguée à l'université de Glasgow en 1807.

## Description
Le livre contient les 150 psaumes dans la version gallicane de la Vulgate. Il commence par un calendrier, puis les psaumes eux-mêmes et enfin un certain nombre de prières sur les 13 derniers feuillets, ajoutés au XIIIe siècle.
Il contient de nombreuses enluminures : 
- les décorations du calendrier : les lettrines KL illustrées de scènes en lien avec le mois, accompagnées d'une représentation du signe du zodiaque
- treize miniatures en pleine page entre le calendrier et les psaumes, parfois partagées en deux parties : la création d'Adam et la tentation d'Adam et Ève (f.7v), l'expulsion du paradis et Adam et Ève au travail (f.8r), l'ange ordonnant puis arrêtant le sacrifice d'Abraham (f.9v), la tentation du Christ et la résurrection de Lazare (f.11v), l'apparition du Christ à Emmaüs puis devant ses disciples (f.12r), Saint Thomas touchant les plaies du Christ et saint Pierre sauvé de la noyade du lac de Tibériade (f.13v), l'Ascension (f.14r), la Pentecôte (f.15v), le Christ en gloire entouré des quatre symboles des évangélistes (f.16r), un ange présentant une palme à la Vierge qui la présent à saint Jean et les apôtres (f.17v), le Christ bénissant la Vierge sur son lit de mort puis ses funérailles, son corps étant porté par des anges (f.18r), la mise au tombeau de la Vierge puis son Assomption (f.19v), David entouré d'anges musiciens (f.21v)
- des lettrines historiées sont placées au début de chaque psaume. Une grande lettrine en pleine page marque la première lettre du Beatus vir (f.22r).